# Veranópolis
Veranópolis is een gemeente in de Braziliaanse deelstaat Rio Grande do Sul. De gemeente telt 26.121 inwoners (schatting 2009).

## Verkeer en vervoer
De plaats ligt aan de weg BR-470.

## Geboren
- Cássio Ramos (1987), voetballer (doelman)

## Galerij

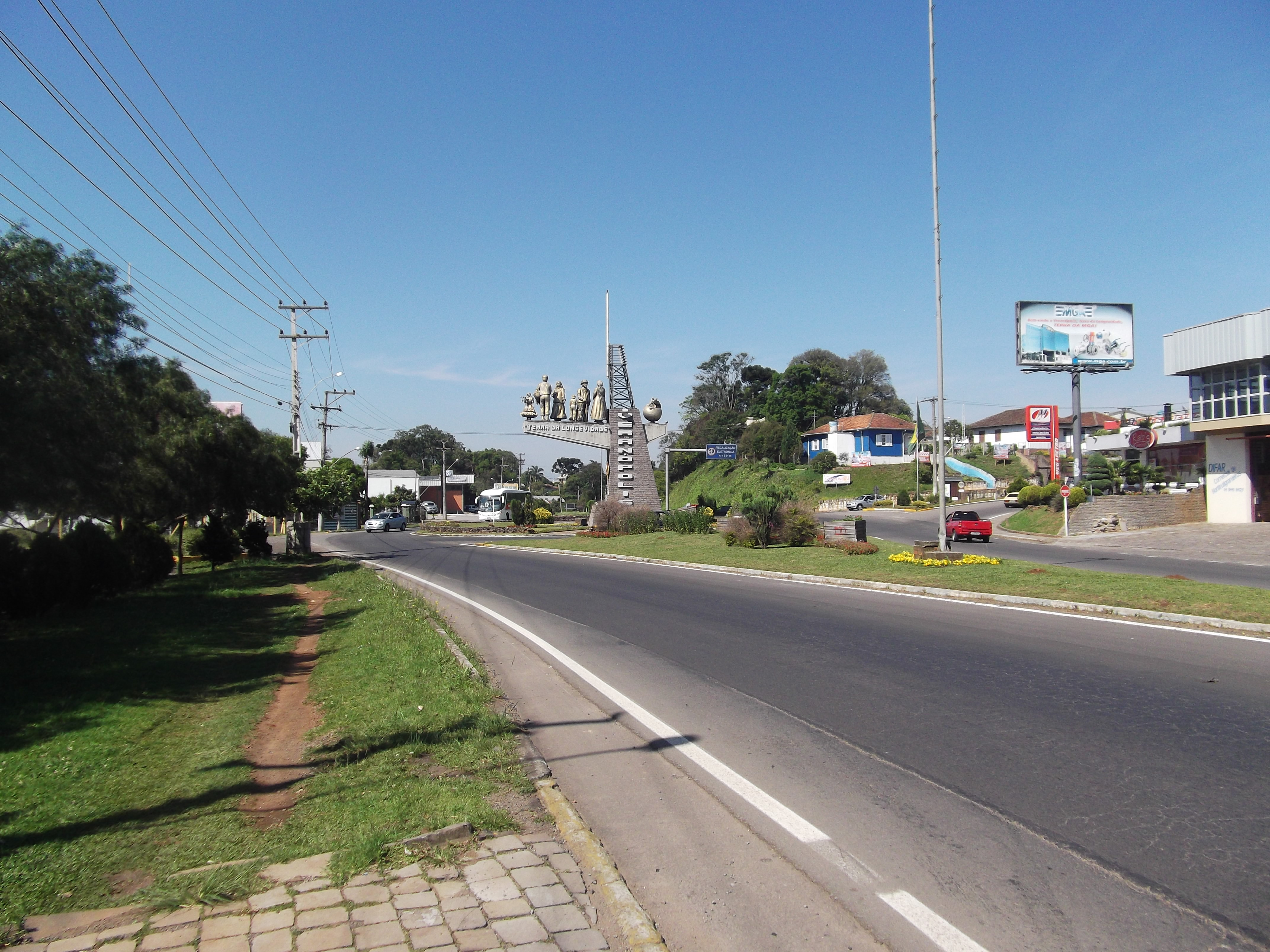
Toegangspoort tot Veranópolis
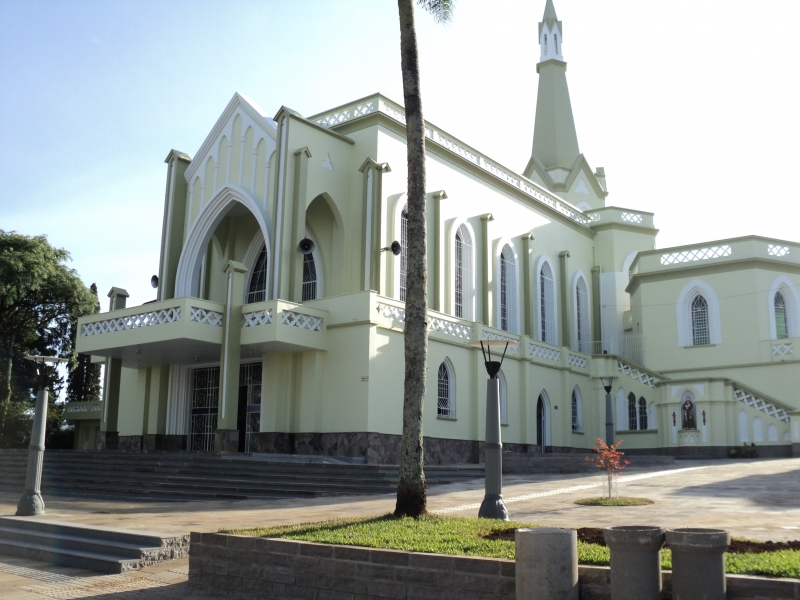
Kerk in Veranópolis
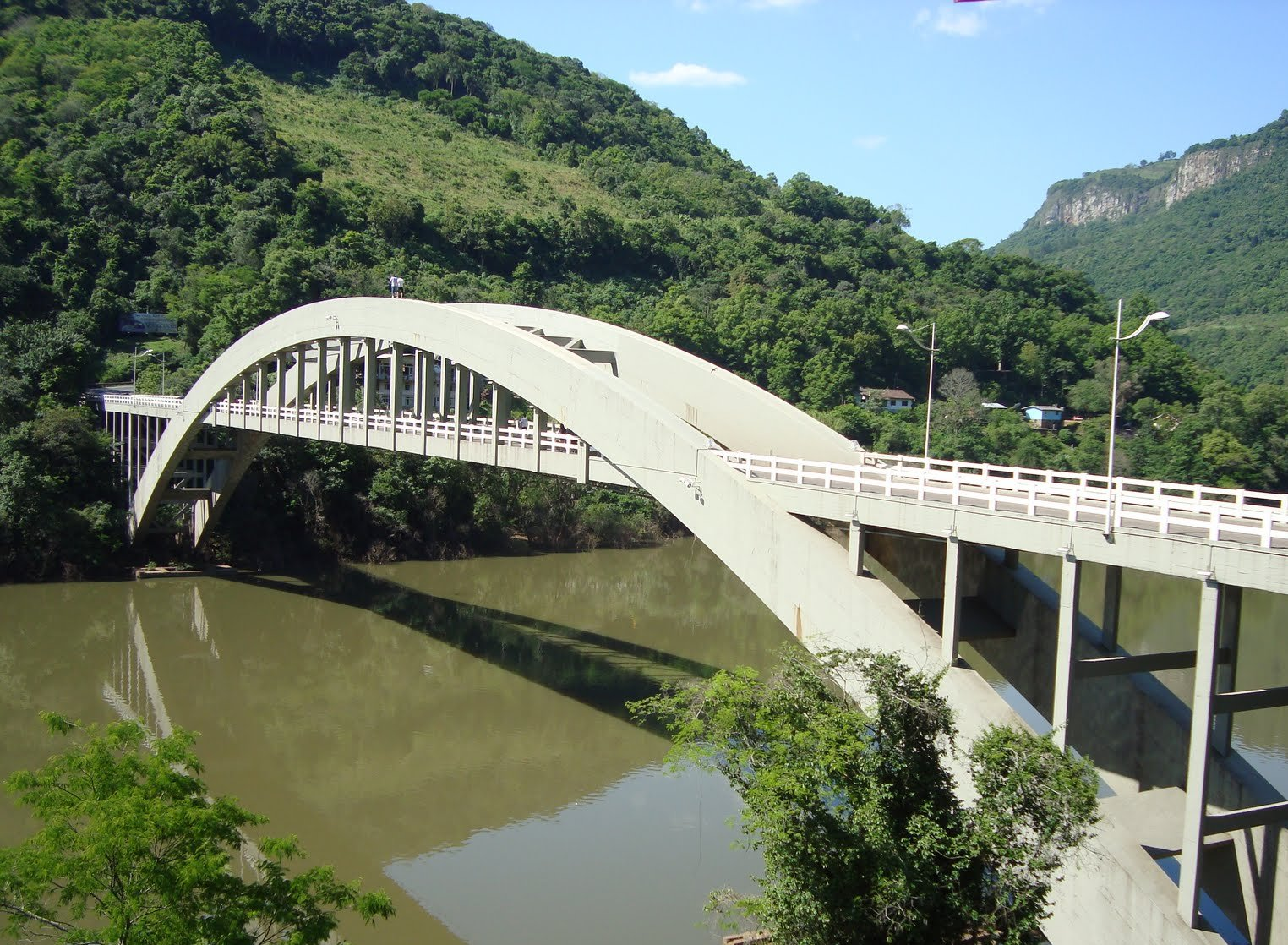
Ponte Erneste Dornelles
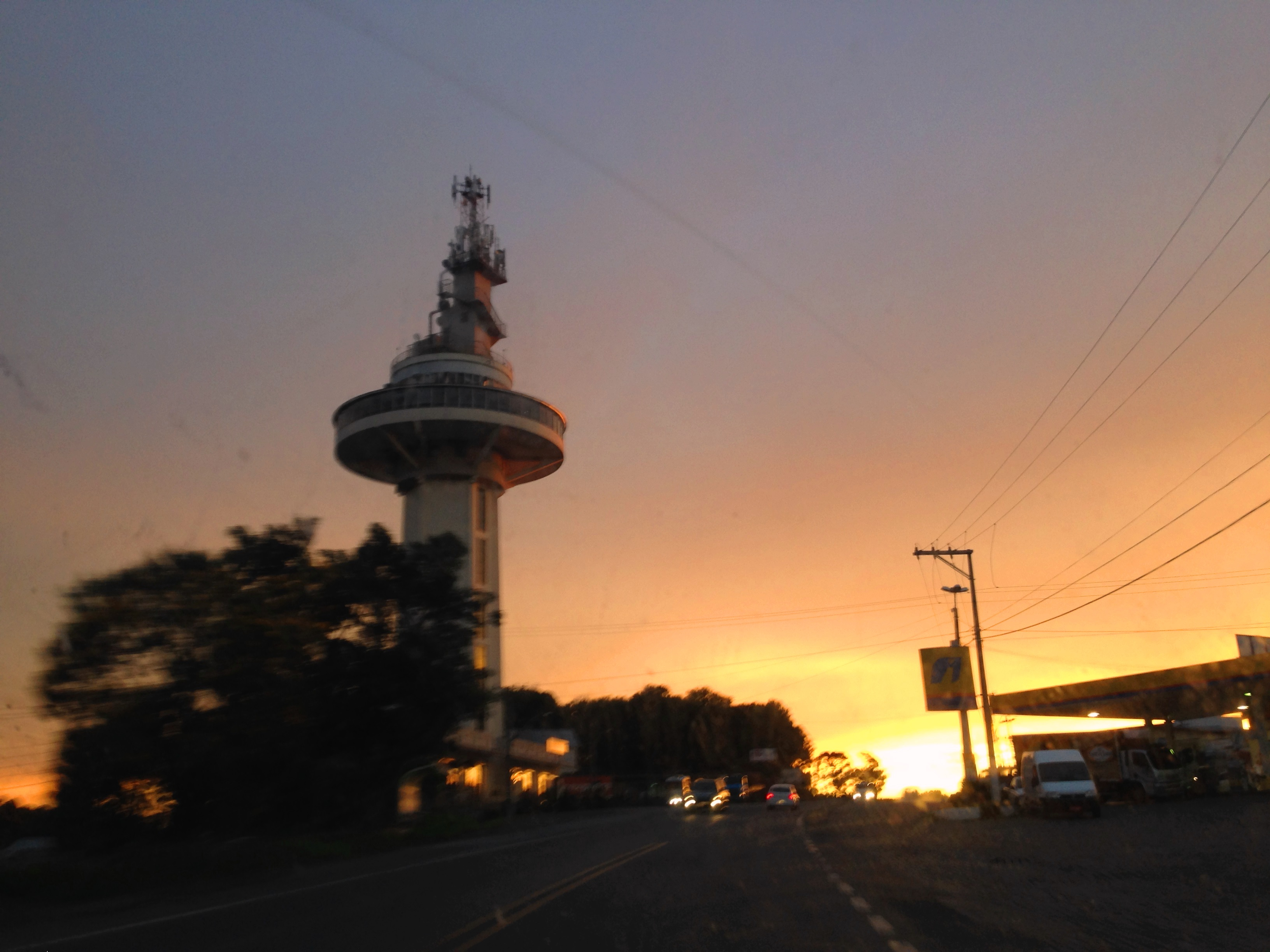
Zonsondergang over Veranópolis